# Bryllupskage
En bryllupskage er en speciel lagkage, der serveres ved bryllupper. Det er en traditionen, at brudeparret skærer for og selv spiser de første stykker af kagen.
En bryllupskage er ofte anrettet i flere etager eller lag over hinanden i et utal af variationer. Den meget kunstfærdige udførelse gør det til et yndet objekt for konditorer, som ofte har snesevis af variationer at tilbyde deres kunder.
De mange separate etager gør det muligt at lave flere variationer i samme kage, og kagen kan laves mere eller mindre "tung" alt efter om den skal serveres efter en middag eller som et selvstændigt indslag.
Kagen laves typisk af tre til fire bunde og to til tre forskellige lag fyld, der står godt til hinanden. Fyldet kan variere fra traditionelt creme-baseret fyld til frugtmousse evt. tilsat vin, spiritus eller likør. 
Bundene varierer fra sukkerbrødsbunde (lagkagebunde) til mandel- eller makron-baserede bunde.
Mulighederne for fyldet er mangfoldige: frugtfromagecreme med eller uden spiritus, chokoladecreme (nougat eller toblerone), vanillefromagecreme, chokolademousse eller -creme, banancreme med el. uden likør, hvidvinscreme, kokosmousse med eller uden rom og meget mere. De kan kombineres med småtskårne frugtstykker. 
Udsmykningen kan være en kombination af marcipan, sukkerglaceringer, flødeskum, chokolade og illustrationer af enhver form, farve og størrelse. Der kan påsættes figurer, der passer til begivenheden.